# Oodi
Центральная библиотека Хельсинки «Ооди»  (фин. Helsingin keskustakirjasto Oodi; швед. Helsingfors centrumbibliotek Ode; англ. Helsinki Central Library Oodi) — центральная публичная городская библиотека города Хельсинки. «Ооди» входит в состав библиотечной сети столичного региона Helmet в которую входят 37 городских библиотек. Библиотека« Ооди» располагается в самом центре Хельсинки в районе Тёёлёнлахти (фин. Töölönlahti) на Народной площади напротив здания Парламента и в непосредственной близости от железнодорожного вокзала Хельсинки. Библиотека была открыта для посетителей 5 декабря 2018 года. Её строительство обошлось в 98 млн евро.

## История проекта
Идея создания библиотеки в центре Хельсинки была первоначально предложена в 1998 году министром культуры Финляндии Класом Андерссоном. 5 декабря 2006 года Комитетом по культуре и библиотекам было вынесено решение о необходимости строительства центральной библиотеки. 19 октября 2011 мэр города Юсси Паюнен объявил о проведении открытого международного конкурса архитектурных проектов «Сердце мегаполиса» на строительство центральной библиотеки, победителем которого в 2013 году стала группа молодых архитекторов из архитектурного бюро ALA Arkkitehdit. Проект общественной библиотеки« Ооди» был разработан с учётом мнения жителей Хельсинки и потребностей потенциальных пользователей библиотеки. Идеи, советы и пожелания собирались на городских мероприятиях, семинарах, веб-сайтах и различных общественных кампаниях. В общей сложности поступило более 2000 идей. Также название центральной библиотеки — Oodi «Ода» — было предложено горожанами. Окончательное решение о строительстве Центральной библиотеки Хельсинки было принято на заседании городского совета 28 января 2015 года. Закладка фундамента проходила с сентября 2015 года по сентябрь 2016 года. Осенью 2018 года строительство центральной библиотеки Хельсинки было завершено. Открытие библиотеки для публики состоялось 5 декабря 2018.

## Архитектурные особенности
В архитектурном облике библиотеки «Ооди» сочетаются традиции и современность. Библиотека, построенная с соблюдением высоких требований к энергоэффективности, стала визитной карточкой современной финской архитектуры и строительства. «Ооди», своей дугообразной формой напоминающая мост, построена на опоре из двух стальных арок длиной в 100 м. В качестве основных материалов при строительстве были использованы стекло, сталь и дерево. Для облицовки фасада использовалась древесина местной ели. Ель плохо переносит колебания погодных условий, поэтому деревянные поверхности были особым образом обработаны. Пол третьего этажа сделан из дуба, Гражданский балкон – из сосны. В целом в основе концепции «Ооди» лежит совмещение принципов экологичности, технологичности и доступности.

## Здание
Почти все помещения библиотеки открыты для посетителей. Планирование библиотеки было основано на идее функционального зонирования всех трех этажей. Здание имеет активный первый этаж, тихий верхний этаж и более закрытый средний этаж для таких специальных занятий: работы, обучения и студий по интересам. На первом этаже здания библиотеки расположены стойки информации, кафе, многофункциональные залы, а также кинотеатр «Кино Регина». На втором этаже расположены читальные залы, комнаты для индивидуальных и групповых работ, студии, предназначенные для обучения и звукозаписи, а также ступени, на которых можно посидеть с книгой или просто отдохнуть. Также на втором этаже есть 3D-принтеры, аппараты для лазерной резки, термопресс, принтер для печати этикеток, также швейные машинки и оверлоки. Книги располагаются на третьем этаже.

## Коллекция
«Ооди» входит в состав библиотечной сети столичного региона Helmet, в которую входит 37 городских библиотек с примерно 3,5 миллионами единиц хранения в общей сложности. В коллекции библиотеки «Ооди» более 100 000 книг на 17 языках для посетителей всех возрастов, журналов, сборников нот, фильмов и игр.  В библиотеке имеется отдел русской литературы.

## Признание
Библиотека пользуется популярностью как среди горожан, так и туристов. В 2019 году библиотеку посетили более 2 млн человек. Американский журнал Time включил центральную библиотеку «Ооди» в список ста самых интересных мест на планете. В августе 2019 года библиотека «Ооди» была признана лучшей общественной библиотекой года на международной библиотечной конференции в Афинах.

## Руководство
Директор библиотеки: Анна-Мария Сойнинваара.

## Название библиотеки
Название библиотеки Oodi переводится с финского языка как Ода. При выборе названия, был проведён конкурс на название и было представлено 1600 различных предложений, которые прошли общественное обсуждение.